# Mouandé
Mouandé ou Mouandè est un village de la commune de Ngambe, situé dans le département de la Sanaga-Maritime et la région du Littoral.

## Histoire
Le patriarche Bell fils de Yen, fondateur de Mouandè est décidé en 1955. Il s'en est suivi un exode rural et tous les habitants ont quitté le village. C'est donc un village déserté que maître Bell Constantin le dernier fils de BELL va reconstruire avec des moyens et des travaux titanesques de terrassement et de création d'une servitude autour de laquelle ses autres frères et leur enfant construiront plutard.IlAbsent du village, son fils ne lui a pas succédé. Augustin Bissohong sera alors nommé collecteur d'impôts, et assumera de facto les fonctions de chef jusqu'en 1980.Antoine Bell a été installé et intronisé comme chef de 3e degré le 30 juin 2012. Après l'installation administrative par le sous-préfet de Ngambè et le rituel traditionnel, Sa Majesté Joseph-Antoine Bell avait revêtu ses attributs notamment une tenue d'apparat, une canne noire, une chasse-mouches.

## Personnalités liées à Mouandé
- Joseph-Antoine Bell, né le 8 octobre 1954 à Mouandé, Chef de 3e degré à Mouandé et ancien gardien de but de l'équipe nationale des Lions indomptables du Cameroun[2].
- Bell Constantin, avocat au barreau du Cameroun ( décédé)
- Colonel MWAHA BELL VICTOR, pilote armée de l'air
- Bell David Roger, ingénieur
- Constance Bell, épouse du ministre owona